# Кингстон, Джордж
Джордж Ки́нгстон (англ. George Kingston; род. 20 августа 1939, Биггар, Саскачеван) — канадский хоккейный тренер. Кавалер ордена хоккея Канады (2019), лауреат премии Гордона Джакеса за вклад в развитие канадского любительского хоккея.

## Карьера
Получил образование в Альбертском университете (степени бакалавра в области образования и физического воспитания и доктора философии) и Оттавском университете (степень магистра искусств). Свою тренерскую карьеру Кингстон начал с университетской командой Калгари, которая являлась молодежным составом клуба «Калгари Флэймз». С ней он проработал 20 лет. На Зимних Олимпийских играх 1980, 1984 и 1988 годов входил в тренерский штаб сборной Канады. В 1989 году возглавлял канадцев на Кубке Шпенглера.
В 1991 году стал первым тренером в истории клуба НХЛ «Сан-Хосе Шаркс». С командой он самостоятельно проработал в течение двух сезонов. В 1994 году был генеральным менеджером сборной Канады на Олимпийских играх в Лиллехаммере. В этом же году в качестве главного тренера он привел канадцев к победе на Чемпионате мира в Италии.
Позднее Кингстон долгое время работал ассистентом главного тренера в клубах НХЛ «Атланта Трэшерз» и «Флорида Пантерз». В разное время канадец возглавлял сборные Норвегии (дважды) и Германии.
Несмотря на возраст, Джордж Кингстон продолжает заниматься тренерским делом. С 2010 по 2013 годы он входил в тренерский штаб сборной Мексики. До 2018 года канадец являлся помощником немецкого специалиста Бернда Хааке в сборной Литвы.

## Достижения

### Тренер
- Чемпион мира: 1994